# Person of the Year
Time Person of the Year (engelska för "Årets person") utses varje år sedan 1927 av den amerikanska tidskriften Time Magazine som utser en man, kvinna, organisation, grupp eller liknande som på gott eller ont gjort det mest inflytelserika bland det gångna årets samtliga händelser. Fram till 1999 användes benämningen Man of the Year (eller, första gången 1936, Woman of the Year).

## Årets person

### 1920-talet

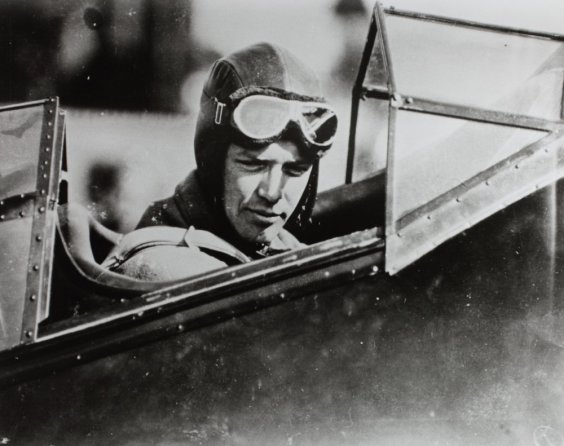
Charles Lindbergh, den förste som mottog utmärkelsen Person of the Year.

- 1927 – Charles Lindbergh
- 1928 – Walter Chrysler
- 1929 – Owen D. Young

### 1930-talet
- 1930 – Mohandas Gandhi
- 1931 – Pierre Laval
- 1932 – Franklin D. Roosevelt
- 1933 – Hugh S. Johnson
- 1934 – Franklin D. Roosevelt
- 1935 – Haile Selassie
- 1936 – Wallis Simpson
- 1937 – Chiang Kai-shek, Song Meiling
- 1938 – Adolf Hitler
- 1939 – Josef Stalin

### 1940-talet
- 1940 – Winston Churchill
- 1941 – Franklin D. Roosevelt
- 1942 – Josef Stalin
- 1943 – George Marshall
- 1944 – Dwight D. Eisenhower
- 1945 – Harry S. Truman
- 1946 – James F. Byrnes
- 1947 – George Marshall
- 1948 – Harry S. Truman
- 1949 – Winston Churchill

### 1950-talet
- 1950 – Den stridande amerikanske mannen
- 1951 – Mohammed Mossadegh
- 1952 – Elizabeth II av Storbritannien
- 1953 – Konrad Adenauer
- 1954 – John Foster Dulles
- 1955 – Harlow H. Curtice
- 1956 – Ungerska patrioter
- 1957 – Nikita Chrusjtjov
- 1958 – Charles de Gaulle
- 1959 – Dwight D. Eisenhower

### 1960-talet
- 1960 – Amerikanska vetenskapsmän
- 1961 – John F. Kennedy
- 1962 – Johannes XXIII
- 1963 – Martin Luther King Jr.
- 1964 – Lyndon Johnson
- 1965 – William C. Westmoreland
- 1966 – Arvtagarna, generationen av 25-åringar och yngre
- 1967 – Lyndon Johnson
- 1968 – Apollo 8-astronauterna Frank Borman, Jim Lovell, William Anders
- 1969 – Medelamerikanen

### 1970-talet
- 1970 – Willy Brandt
- 1971 – Richard Nixon
- 1972 – Richard Nixon, Henry Kissinger
- 1973 – Domare John Sirica
- 1974 – Kung Faisal av Saudiarabien
- 1975 – Amerikanska kvinnor
- 1976 – Jimmy Carter
- 1977 – Anwar Sadat
- 1978 – Deng Xiaoping
- 1979 – Ayatollah Khomeini

### 1980-talet
- 1980 – Ronald Reagan
- 1981 – Lech Wałęsa
- 1982 – Datorn
- 1983 – Ronald Reagan, Jurij Andropov
- 1984 – Peter Ueberroth
- 1985 – Deng Xiaoping
- 1986 – Corazon Aquino
- 1987 – Michail Gorbatjov
- 1988 – Den hotade planeten Jorden
- 1989 – Michail Gorbatjov

### 1990-talet
- 1990 – George H. W. Bush
- 1991 – Ted Turner
- 1992 – Bill Clinton
- 1993 – Fredsmäklarna, representerade av F.W. de Klerk, Nelson Mandela, Yassir Arafat, Yitzhak Rabin
- 1994 – Påve – Johannes Paulus II
- 1995 – Newt Gingrich
- 1996 – David Ho
- 1997 – Andrew Grove
- 1998 – Bill Clinton, Kenneth Starr
- 1999 – Jeff Bezos

### 2000-talet
- 2000 – George W. Bush
- 2001 – Rudolph Giuliani
- 2002 – Visselblåsaren, representerad av Coleen Rowley, Cynthia Cooper, Sherron Watkins
- 2003 – Den amerikanske soldaten
- 2004 – George W. Bush
- 2005 – Den barmhärtige samariten, representerad av Bill Gates, Melinda Gates och Bono
- 2006 – You, som medarbetare i läsarstyrda webbplatser, till exempel Wikipedia, Youtube och Myspace.[1]
- 2007 – Vladimir Putin
- 2008 – Barack Obama
- 2009 – Ben Bernanke

### 2010-talet
- 2010 – Mark Zuckerberg
- 2011 – Demonstranten[2]
- 2012 – Barack Obama[3]
- 2013 – Påve Franciskus[4]
- 2014 – Bekämparna av ebola[5]
- 2015 – Angela Merkel[6]
- 2016 – Donald Trump[7]
- 2017 – The Silence Breakers (Metoo-rörelsen)[8]
- 2018 – Sanningens väktare[9]
- 2019 – Greta Thunberg[10]

### 2020-talet
- 2020 – Joe Biden och Kamala Harris [11]
- 2021 – Elon Musk[12]
- 2022 – Volodymyr Zelenskyj och den ukrainska andan[13]
- 2023 – Taylor Swift[14]
- 2024 – Donald Trump[15]